# 부수

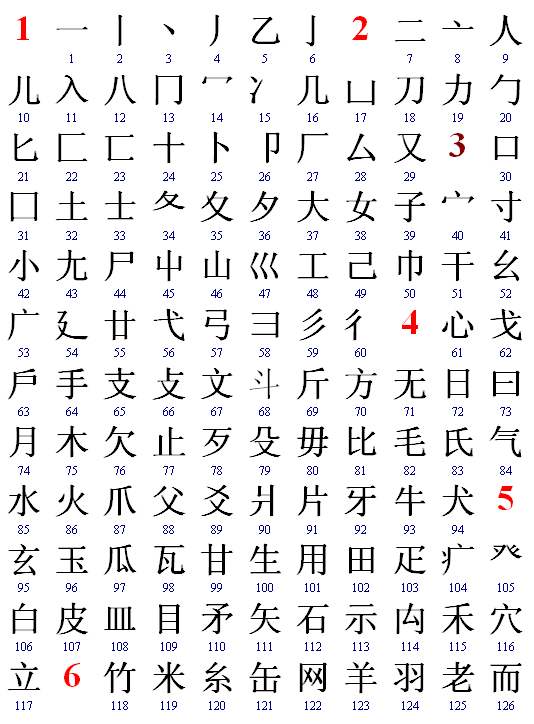

부수(部首)는 한자를 정리·배열하기 위한 한가지 방법이다. 한자를 각 글자마다 구성 요소를 추출하고, 그 중에서 뜻 부분이 비슷한 것을 모아 공통되는 뜻 부분이 있는 모습을 색인해 내어 부수로 삼는다.
부수는 단자로 된 것도 있으나, 쓰이지 않는 것(1획의 丨(곤)·丶(주)·丿(별)·亅(궐), 2획의 亠(두)·冂(경)·冖(멱)·冫(빙)·凵(감)·勹(포)·卩(절), 3획의 屮(좌)·巛(천)·幺(요) 등)도 있다. 획수가 많은 것으로는 16획의 龍(용 룡)·龜(거북 귀), 17획의 龠(피리 약) 등이 있다.
자전에서는 총 획수가 적은 한자의 경우나 뜻 부분의 추출이 곤란한 경우는 모습이 유사한 부수에 편의상 일괄하는 일이 있다. (예: 王(임금 왕)은 玉(구슬 옥) 부수 0획)
자주 나오는 부수는 변·방·머리·받침·에운담 등이다. 부수의 배열은 주로 획수순이고, 획수가 같은 부수는 배열 순서가 따로 정해져 있다. 현재 유니코드는 다섯 영역 안에서 한자 배열을 부수-획수 순서대로 하고 있다.

## 부수 없음

### 〇(0.영 영)
- 〇(영 영)

## 1획

### 一(1. 한일)
- 丘(언덕 구)
- 三(석 삼)
- 世(세상 세)
- 一(한 일)
- 丈(어른 장)
- 丁(고무래 정)
- 且(또 차)
- 㐂(기쁠 칠, 기쁠 희)
- 七(일곱 칠)

### 丨(2. 뚫을곤)
- 中(가운데 중)
- 㐃(망치 마)

### 丶(3. 점주)
- 乓(물건 부딪치는 소리 병, 물건 부딪치는 소리 팡)

### 丿(4. 삐침별)
- 乃(이에 내)
- 乒(물건 부딪치는 소리 병, 물건 부딪치는 소리 핑)
- 之(갈 지)
- 乁(흐를 이)
- 乏(모자랄 핍)

### 乙(5. 새을)
- 乾(하늘 건)
- 九(아홉 구)
- 亂(어지러울 란)
- 乶(음역자 볼)
- 也(어조사 야)
- 乳(젖 유)
- 乙(새 을)

### 亅(6. 갈고리궐)
- 亇(망치 마)
- 事(일 사)
- 予(나 여, 줄 여, 미리 예)

## 2획

### 二(7. 두이)
- 五(다섯 오)
- 二(두 이)
- 云(이를 운)

### 亠(8. 돼지해머리두)
- 京(서울 경)
- 交(사귈 교)
- 亡(망할 망)
- 亭(정자 정)
- 亢(높을 항)
- 享(누릴 향)
- 亥(돼지 해)

### 人(亻)|人|人(亻)(9. 사람인)
- 價(값 가)
- 假(거짓 가,멀 하,이를 격)
- 佳(아름다울 가)
- 介(낄 개, 낱 개)
- 個(낱 개)
- 儉(검소할 검)
- 健(굳셀 건)
- 件(물건 건)
- 儉(검소할 검)
- 傾(기울 경)
- 今(이제 금)
- 倒(넘어질 도)
- 代(대신할 대)
- 亽(구결자 라)
- 來(올 래)
- 僕(종 복)
- 似(닮을 사)
- 傘(우산 산)
- 億(억 억)
- 俺(나 암, 나 엄, 클 엄)
- 僞(거짓 위)
- 儒(선비 유)
- 人(사람 인)
- 任(맡길 임)
- 催(재촉할 최)
- 便(편할 편, 똥오줌 변)
- 何(어찌 하)
- 休(쉴 휴)

### 儿(10. 어진사람인)
- 元(으뜸 원)
- 儿(어진사람 인)
- 克(이길 극)
- 兄(형 형)

### 入(11. 들입)
- 兪(대답할 유)
- 入(들 입)
- 全(완전할 전)

### 八(12. 여덟팔)
- 兼(겸할 겸)
- 共(함께 공)
- 公(공평할 평)
- 具(갖출 구)
- 六(여섯 륙, 여섯 육)
- 八(여덟 팔)

### 冂(13. 멀경)
- 冂(멀 경)
- 再(두 재)
- 冏(빛날 경)

### 冖(14. 민갓머리)
- 冥(어두울 명)

### 冫(15. 이수변)
- 冬(겨울 동)
- 凍(얼 동)
- 凜(찰 름, 늠름할 름)
- 冶(풀무 야)

### 几(16. 책상궤)
- 几(책상 궤)

### 凵(17. 위튼입구몸)
- 凹(오목할 요)
- 凸(볼록할 철)
- 出(날 출)
- 函(함 함)
- 凶(흉할 흉)

### 刀(刂)|刀|刀(刂)(18. 칼도(선칼도방)
- 刻(새길 각)
- 刊(새길 간)
- 剛(굳셀 강)
- 劍(칼 검)
- 刀(칼 도)
- 劉(죽일 류)
- 利(이로울 리)
- 別(나눌 별, 다를 별)
- 分(나눌 분)
- 削(깎을 삭)
- 切(끊을 절)
- 初(처음 초)
- 剽(빠를 표, 훔칠 표)
- 劃(그을 획)

### 力(19. 힘력)
- 加(더할 가)
- 勘(헤아릴 감)
- 功(공 공)
- 勸(권할 권)
- 力(힘 력)
- 務(힘쓸 무)
- 勢(권세 세)
- 勝(이길 승)
- 勳(공 훈)

### 勹(20. 쌀포)
- 匂(향내 내)
- 包(쌀 포)
- 勹(쌀 포)

### 匕(21. 비수비)
- 北(북녘 북, 달아날 배)
- 匕(비수 비)
- 化(될 화)

### 匚(22. 튼입구몸)
- 匚(상자 방)

### 匸(23. 감출혜몸)
- 匸(감출 혜)

### 十(24. 열십)
- 南(남녘 남)
- 卍(만자 만)
- 半(반 반)
- 千(일천 천)
- 卓(높을 탁)

### 卜(25. 점복)
- 卜(점 복)
- 卡(지킬 잡, 카드 가, 카드 카)

### 卩(㔾)|卩|卩(㔾)(26. 병부절)
- 卩(병부 절)

### 厂(27. 민엄호)
- 厂(기슭 엄)

### 厶(28. 마늘모)
- 去(갈 거)
- 厶(마늘 모)
- 參(참여할 참)

### 又(29. 또우)
- 反(돌이킬 반)
- 又(또 우)
- 叉(갈래 차)
- 取(취할 취)

## 3획

### 口(30. 입구)
- 可(옳을 가)
- 各(각각 각)
- 古(옛 고)
- 口(입 구)
- 吉(길할 길)
- 喫(먹을 끽/마실 끽)
- 囊(주머니 낭)
- 同(한가지 동)
- 命(목숨 명)
- 問(물을 문)
- 四(넉 사)
- 善(착할 선)
- 喂(부르는 소리 외)
- 哉(어조사 재)
- 只(다만 지)
- 吹(불 취)
- 噲(목구멍 쾌)
- 台(별 태)
- 吧(아이 다툴 파)
- 品(물건 품)
- 呀(입 딱 벌릴 하)
- 向(향할 향)
- 吃(말 더듬을 흘)
- 喜(기쁠 희)

### 囗(31. 큰입구몸)
- 囧(빛날 경)
- 困(곤할 곤)
- 國(나라 국)
- 圖(그림 도)
- 囚(가둘 수)
- 因(인할 인)
- 回(돌아올 회)

### 土(32. 흙토)
- 圭(홀 규)
- 堂(집 당)
- 墓(무덤 묘)
- 墨(먹 묵)
- 壁(벽 벽)
- 城(재 성)
- 壓(누를 압)
- 埃(티끌 애)
- 場(마당 장)
- 坐(앉을 좌)
- 地(땅 지)
- 塔(탑 탑)
- 土(흙 토)

### 士(33. 선비사)
- 士(선비 사)
- 壽(목숨 수)

### 夂(34. 뒤져올치)
- 夂(뒤져 올 치)

### 夊(35. 천천히걸을쇠발)
- 夏(여름 하)

### 夕(36. 저녁석)
- 多(많을 다)
- 夢(꿈 몽)
- 夕(저녁 석)
- 夜(밤 야)

### 大(37. 큰대)
- 權(권세 권)
- 奈(어찌 내)
- 大(큰 대)
- 奀(파리할 망)
- 奉(받들 봉)
- 失(잃을 실)
- 奏(아뢸 주)
- 天(하늘 천)
- 太(클 태)
- 套(씌울 투)

### 女(38. 계집녀)
- 姦(간음할 간)
- 姜(성씨 강)
- 女(계집 녀)
- 嫩(어릴 눈)
- 嫪(사모할 로)
- 婁(별 이름 루)
- 妄(망령될 망)
- 妙(묘할 묘)
- 始(비로소 시)
- 如(같을 여)
- 妖(요사할 요)
- 娡(여자의 자 지)

### 子(39. 아들자)
- 孫(손자 손)
- 字(글자 자)
- 子(아들 자)
- 孼(서자 얼)

### 宀(40. 갓머리)
- 家(집 가)
- 客(손 객)
- 寡(적을 과)
- 寧(편안할 녕)
- 寶(보배 보)
- 宣(베풀 선)
- 宋(성씨 송)
- 守(지킬 수)
- 實(열매 실)
- 安(편안 안)
- 宛(완연할 완)
- 完(완전할 완)
- 宙(집 주)

### 寸(41. 마디촌)
- 對(대할 대)
- 寸(마디 촌)

### 小(42. 작을소)
- 尙(오히려 상)
- 小(작을 소)
- 少(적을 소)
- 尖(뾰족할 첨)

### 尢(43. 절름발이왕)
- 尢(절름발이 왕)

### 尸(44. 주검시엄)
- 居(살 거, 어조사 기)
- 層(층 층)

### 屮(45. 왼손좌)
- 屮(왼손 좌)

### 山(46. 뫼산)
- 島(섬 도)
- 嵐(남기 람)
- 嶺(재 령)
- 山(뫼 산)
- 崔(높을 최)
- 屳(仙의 本字)
- 峊(阜의 俗字)
- 岩(巖의 俗字)
- 峯(峰의 俗字)

### 巛(川)|巛|巛(川)(47. 내천)
- 川(내 천)

### 工(48. 장인공)
- 巨(클 거, 어찌 거)
- 巪(사람 이름 걱)
- 工(장인 공)

### 己(49. 몸기)
- 己(몸 기)
- 巴(꼬리 파, 바랄 파)

### 巾(50.수건건)
- 巾(수건 건)
- 常(떳떳할 상, 항상 상)

### 干(51. 방패간)
- 幹(줄기 간, 주관할 관, 우물 난간 한)
- 執(잡을 집)
- 幸(다행 행)

### 幺(52. 작을요)
- 幺(작을 요)

### 广(53. 엄호)
- 康(편안 강)
- 廣(넓을 광)
- 度(법도 도)
- 廬(오두막 려)
- 店(가게 점)
- 床(평상 상)
- 廳(관청 청)

### 廴(54. 민책받침)
- 建(세울 건)
- 延(늘일 연)

### 廾(55. 받들공)
- 廾(받들 공)

### 弋(56. 주살익)
- 弋(주살 익)

### 弓(57. 활궁)
- 强(강할 강)
- 弓(활 궁)
- 彌(두루 미)
- 彈(탄알 탄)

### 彐(58. 튼가로왈)
- 彐(돼지머리 계)

### 彡(59. 터럭삼)
- 彩(채색 채)

### 彳(60. 두인변)
- 德(큰 덕)
- 得(얻을 득)
- 復(돌아올 복, 다시 부)
- 徐(천천히 할 서)
- 往(갈 왕)
- 從(좇을 종)
- 彼(저 피)

## 4획

### 心(忄)|心|心(忄)(61. 마음심(심방변))
- 懇(간절할 간)
- 感(느낄 감)
- 慨(슬퍼할 개)
- 慶(경사 경)
- 怪(괴이할 괴)
- 急(급할 급)
- 念(생각 념)
- 怒(성낼 노)
- 戀(그리워할 련)
- 忘(잊을 망)
- 憤(성낼 분)
- 悲(슬플 비)
- 憑(기댈 빙)
- 思(생각할 사)
- 惜(아낄 석)
- 性(성품 성)
- 怡(기쁠 이)
- 息(쉴 식)
- 心(마음 심)
- 惡(악할 악, 미워할 오)
- 愛(사랑 애)
- 恩(은혜 은)
- 應(응할 응)
- 忍(참을 인)
- 怎(어찌 즘)
- 忠(충성 충)
- 快(쾌할 쾌)
- 必(반드시 필)
- 慧(슬기로울 혜)
- 惠(은혜 혜)
- 惑(미혹할 혹)
- 懷(품을 회)

### 戈(62. 창과)
- 戒(경계할 계)
- 戈(창 과)
- 成(이룰 성)
- 戌(개 술)
- 我(나 아)
- 戰(싸울 전)

### 戶(63. 지게호)
- 扇(부채 선)
- 所(바 소)
- 戶(지게 호)

### 手(扌)|手|手(扌)(64. 손수(재방변))
- 據(근거 거)
- 擧(들 거)
- 拒(막을 거, 방진 구)
- 揭(걸 게)
- 揆(헤아릴 규)
- 扱(미칠 급)
- 拉(꺾을 랍)
- 拍(칠 박)
- 撲(칠 박)
- 捧(받들 봉)
- 手(손 수)
- 拾(주울 습)
- 握(쥘 악)
- 搖(흔들 요/흔들릴 요)
- 接(이을 접)
- 操(잡을 조, 지조 조)
- 打(칠 타)
- 探(찾을 탐)

### 支(65. 지탱할 지)
- 支(지탱할 지)

### 攴(攵)|攴|攴(攵)(66. 등글월문)
- 敢(감히 감, 구태여 감)
- 改(고칠 개)
- 故(연고 고)
- 敦(도타울 돈)
- 散(흩을 산)

### 文(67. 글월문)
- 文(글월 문)

### 斗(68. 말두)
- 斗(말 두)

### 斤(69. 도끼근)
- 斤(도끼 근)
- 新(새 신)

### 方(70. 모방)
- 旗(기 기)
- 旅(나그네 려)
- 旀(하며 며)
- 方(모 방)
- 於(어조사 어)
- 㫃(깃발 나부낄 언)
- 族(겨레 족)

### 无(71. 이미기방)
- 旣(이미 기)
- 无(없을 무)

### 日(72. 날일)
- 暇(겨를 가)
- 曆(책력 력)
- 明(밝을 명)
- 暮(저물 모)
- 昞(밝을 병, 불꽃 병)
- 暑(더울 서)
- 星(별 성)
- 時(때 시)
- 暗(어두울 암)
- 曖(희미할 애)
- 日(날 일)
- 暫(잠시 잠)
- 晶(맑을 정)
- 早(이를 조)
- 春(봄 춘)

### 曰(73. 가로왈)
- 曷(어찌 갈)
- 更(다시 갱, 고칠 경)
- 曰(가로 왈)
- 替(바꿀 체)
- 最(가장 최)
- 會(모일 회)

### 月(74. 달월)
- 朧(흐릿할 롱)
- 望(바랄 망)
- 服(옷 복)
- 朋(벗 붕)
- 朝(아침 조)

### 木(75. 나무목)
- 架(시렁 가)
- 槪(대개 개)
- 橘(귤나무 귤)
- 極(다할 극)
- 檸(레몬 녕)
- 東(동녘 동)
- 梁(들보 량)
- 柳(버들 류)
- 梨(배나무 리)
- 李(오얏 리)
- 林(수풀 림)
- 末(끝 말)
- 梅(매화 매)
- 椧(홈통 명)
- 木(나무 목)
- 檬(레몬 몽)
- 朴(순박할 박)
- 本(근본 본)
- 森(수풀 삼)
- 束(묶을 속)
- 松(소나무 송)
- 植(심을 식)
- 樂(풍류 악, 즐거울 락, 좋아할 요)
- 案(책상 안)
- 業(일 업)
- 染(물들 염)
- 榮(꽃 영)
- 朱(붉을 주)
- 枝(가지 지)
- 村(마을 촌)
- 橐(전대 탁)
- 板(널빤지 판)

### 欠(76. 하품흠)
- 歌(노래 가)

### 止(77. 그칠지)
- 歸(돌아갈 귀)
- 正(바를 정)
- 止(그칠 지)
- 此(이 차)

### 歹(78. 죽을사변)
- 死(죽을 사)
- 殐(죽음을 앞두고 두려워하는 모양 속)
- 殊(다를 수)
- 殘(잔인할 잔, 남을 잔)

### 殳(79. 갖은등글월문)
- 殺(죽일 살, 빠를 쇄)
- 殳(몽둥이 수)

### 毋(80. 말무)
- 毒(독 독)
- 毋(말 무)
- 母(어미 모)

### 比(81. 견줄비)
- 比(견줄 비)

### 毛(82. 털모)
- 毛(털 모)

### 氏(83. 성씨 씨)
- 氏(성씨 씨)

### 气(84. 기운기)
- 气(기운 기)

### 水(氵)|水|水(氵)(85. 물수(삼수변))
- 渴(목마를 갈)
- 減(덜 감)
- 江(강 강)
- 決(결단할 결)
- 涅(개흙 녈)
- 流(흐를 류)
- 灣(물굽이 만)
- 滿(찰 만)
- 滅(멸할 멸)
- 沐(목욕할 목, 머리 감을 목)
- 法(법 법)
- 泵(펌프 빙)
- 沙(모래 사)
- 消(사라질 소)
- 洗(씻을 세)
- 洋(큰바다 양)
- 淵(못 연)
- 渕(못 연)
- 永(길 영)
- 浴(목욕할 욕)
- 源(근원 원)
- 油(기름 유)
- 潤(윤택할 윤)
- 淫(음란할 음)
- 淨(깨끗할 정)
- 濟(건널 제)
- 洲(물가 주/섬 주)
- 注(부을 주)
- 池(연못 지)
- 泉(샘 천)
- 淸(맑을 청)
- 測(헤아릴 측, 잴 측)
- 漆(옻 칠)
- 波(물결 파)
- 漢(한수 한)
- 海(바다 해)
- 湖(호수 호)
- 混(섞을 혼, 오랑캐 곤)
- 洪(큰물 홍)

### 火(86. 불화)
- 無(없을 무)
- 燮(불꽃 섭)
- 然(그럴 연)
- 炎(불꽃 염)
- 焰(불꽃 염)
- 烏(까마귀 오)
- 燚(불모양 일)
- 災(재앙 재)
- 爆(터질 폭)
- 焱(불꽃 혁)
- 火(불 화)
- 焚(불사를 분)

### 爪(87. 손톱조)
- 爭(다툴 쟁)
- 爪(손톱 조)

### 父(88. 아비부)
- 父(아비 부)

### 爻(89. 점괘효)
- 爻(점괘 효)

### 爿(90. 장수장변)
- 爿(나뭇조각 장)

### 片(91. 조각편)
- 片(조각 편)

### 牙(92. 어금니아)
- 牙(어금니 아)

### 牛(93. 소우)
- 犍(불친소 건)
- 物(물건 물)
- 牛(소 우)
- 特(특별할 특)

### 犬(犬(犭)(94. 개견(개사슴록변))
- 犬(개 견)
- 獨(홀로 독)
- 猫(고양이 묘)
- 狀(형상 상, 문서 장)
- 狙(원숭이 저)

## 5획

### 玄(95. 검을현)
- 率(비율 률, 거느릴 솔)

### 玉(96. 구슬옥)
- 球(공 구)
- 玉(구슬 옥)
- 王(임금 왕)
- 𤨒(옥 은)

### 瓜(97. 오이과)
- 瓜(오이 과)

### 瓦(98. 기와와)
- 瓦(기와 와)

### 甘(99. 달감)
- 甘(달 감)

### 生(100. 날생)
- 生(날 생)

### 用(101. 쓸용)
- 用(쓸 용)

### 田(102. 밭전)
- 甲(갑옷 갑)
- 界(지경 계)
- 男(사내 남)
- 畓(논 답)
- 當(마땅할 당)
- 𤴐(우레 뢰)
- 申(펼 신)
- 由(말미암을 유)
- 田(밭 전)

### 疋(103. 짝필)
- 疋(짝 필)

### 疒(104. 병질엄)
- 疒(병들어 기댈 녁)
- 病(질병 병)
- 症(증세 증)
- 瘧(학질 학)

### 癶(105. 필발머리)
- 登(오를 등)

### 白(106. 흰백)
- 白(흰 백)

### 皮(107. 가죽피)
- 皮(가죽 피)

### 皿(108. 그릇명)
- 監(볼 감)
- 盧(밥그릇 로)
- 益(더할 익)

### 目(109. 눈목)
- 看(볼 간)
- 眷(돌볼 권)
- 目(눈 목)
- 省(살필 성, 덜 생)
- 眞(참 진)
- 睦(화목할 목)

### 矛(110. 창모)
- 矛(창 모)

### 矢(111. 화살시)
- 矣(어조사 의)

### 石(112. 돌석)
- 硬(굳을 경)
- 磙(롤러 곤)
- 碧(푸를 벽)
- 砂(모래 사)
- 石(돌 석)
- 碎(부술 쇄)
- 磁(자석 자)
- 確(굳을 확)

### 示(礻)|示|示(礻)(113. 보일시)
- 禁(금할 금)
- 禮(예절 례)
- 福(복 복)
- 示(보일 시)
- 神(귀신 신)
- 祝(빌 축)

### 禸(114. 짐승발자국유)
- 禹(하우씨 우)

### 禾(115. 벼화)
- 私(사사로울 사)
- 秀(빼어날 수)
- 積(쌓을 적)
- 秋(가을 추)

### 穴(116. 구멍혈)
- 空(빌 공)
- 突(부딪힐 돌/갑자기 돌)
- 竊(훔칠 절)
- 穴(구멍 혈)

### 立(117. 설립)
- 競(다툴 경)
- 童(아이 동)
- 立(설 립)
- 站(역마을 참)

## 6획

### 竹(118. 대죽)
- 簡(대쪽 간, 간략할 간)
- 管(대롱 관)
- 答(답할 답)
- 籠(대바구니 롱)
- 第(차례 제)
- 竹(대 죽)
- 籤(제비 첨)
- 築(쌓을 축)

### 米(119. 쌀미)
- 粩(로)[1]
- 粒(알 립)
- 米(쌀 미)
- 粘(붙을 점)
- 粥(죽 죽)

### 糸(120. 실사)
- 綱(벼리 강)
- 經(지날 경)
- 練(익힐 련)
- 糸(가는실 멱)
- 紋(무늬 문)
- 縛(얽을 박)
- 絆(얽어맬 반)
- 絲(실 사)
- 細(가늘 세)
- 純(순수할 순)
- 紫(자줏빛 자)
- 絶(끊을 절)
- 紙(종이 지)
- 織(짤 직)

### 缶(121. 장군부)
- 缶(장군 부)

### 网(罒, 罓)|网|网(罒, 罓)(122. 그물망)
- 羅(그물 라)
- 网(그물 망)

### 羊(123. 양양)
- 美(아름다울 미)
- 羊(양 양)
- 着(붙을 착)

### 羽(124. 깃우)
- 習(익힐 습)
- 翼(날개 익)
- 羽(깃 우)

### 老(耂)|老|老(耂)(125. 늙을로)
- 老(늙을 로)
- 者(놈 자)

### 而(126. 말이을이)
- 而(말 이을 이)

### 耒(127. 가래뢰)
- 耒(가래 뢰)
- 耨(김맬 누)

### 耳(128. 귀이)
- 聞(들을 문)
- 聲(소리 성)
- 耳(귀 이)
- 聽(들을 청)
- 聖(성스러울 성)

### 聿(129. 붓율)
- 聿(붓 율)

### 肉(月)|肉|肉(月)(130. 고기육(육달월))
- 肝(간 간)
- 脚(다리 각)
- 腦(골 뇌)
- 背(등 배)
- 膳(선물 선)
- 胃(위장 위)
- 肉(고기 육)
- 育(기를 육)
- 膣(새살돋을 질)
- 脧(어린애 자지 최)
- 胤(이을 윤, 자손 윤)

### 臣(131. 신하신)
- 臣(신하 신)

### 自(132. 스스로자)
- 自(스스로 자)

### 至(133. 이를지)
- wikt:至(이를 지)
- wikt:臺(대 대)

### 臼(134. 절구구)
- 臼(절구 구)
- 𦧅(불사를 영)

### 舌(135. 혀설)
- 舌(혀 설)
- 舙(말씀 화)

### 舛(136. 어그러질천)
- 舛(어그러질 천)

### 舟(137. 배주)
- 舟(배 주)

### 艮(138. 괘이름간)
- 艮(괘 이름 간)
- 良(어질 량)

### 色(139. 빛색)
- 色(빛 색)
- 艶(고울 염)

### 艸(艹)|艸|艸(艹)(140. 풀초(초두머리))
- 苛(가혹할 가)
- 葛(칡 갈)
- 蓋(덮을 개, 어찌 합)
- 葵(아욱 규)
- 萄(포도 도)
- 藤(등나무 등)
- 落(떨어질 락)
- 蘭(난초 란)
- 莫(없을 막)
- 萬(일만 만)
- 萌(싹틀 맹)
- 蕪(거칠 무)
- 若(같을 약, 반야 야)
- 葉(잎 엽)
- 英(꽃부리 영)
- 藝(재주 예)
- 茨(남가새 자)
- 著(나타날 저)
- 菜(나물 채)
- 蔡(성씨 채)
- 薦(천거할 천)
- 艸(풀 초)
- 草(풀 초)
- 蓄(모을 축)
- 葡(포도 포)
- 花(꽃 화)
- 薰(향 풀 훈)

### 虍(141. 범호엄)
- 慮(헤아릴 려)
- 虐(모질 학)
- 虛(빌 허)
- 虍(호피 무늬 호)
- 號(부르짖을 호)

### 虫(142. 벌레훼)
- 蠻(오랑캐 만)
- 蝃(무지개 체)
- 蟹(게 해)
- 虫(벌레 훼)

### 血(143. 피혈)
- 血(피 혈)
- 䘒(어린애 자지 최)

### 行(144. 다닐행)
- 街(거리 가)
- 行(다닐 행)

### 衣(衤)|衣|衣(衤)(145. 옷의)
- 褐(갈색 갈)
- 裃(한 벌의 옷 롱)
- 裏(속 리)
- 袂(소매 몌)
- 裵(성씨 배)
- 衣(옷 의)
- 初(처음 초)
- 表(겉 표)

### 襾(覀)|襾|襾(覀)(146. 덮을아)
- 襾(덮을 아)

## 7획

### 見(147. 볼견)
- 覺(깨달을 각, 깰 교)
- 見(볼 견)
- 親(친할 친)

### 角(148. 뿔각)
- 角(뿔 각)

### 言(149. 말씀언)
- 講(외울 강, 얽을 구)
- 謙(겸손할 겸)
- 課(과정 과)
- 計(셀 계)
- 談(말씀 담)
- 譚(말씀 담)
- 讀(읽을 독)
- 䜌(어지러울 련)
- 變(변할 변)
- 誠(정성 성)
- 讓(사양할 양)
- 語(말씀 어)
- 言(말씀 언)
- 諭(깨우칠 유)
- 議(의논할 의)
- 證(증거 증)
- 話(말씀 화)
- 護(도울 호, 지킬 호)
- 諱(꺼릴 휘)
- 詰(물을 힐, 꾸짖을 힐)

### 谷(150. 골곡)
- 谷(골 곡)

### 豆(151. 콩두)
- 豈(어찌 기)
- 豆(콩 두)
- 豊(풍성할 풍)

### 豕(152. 돼지시)
- 豕(돼지 시)
- 豫(미리 예, 펼 서)

### 豸(153. 갖은돼지시변)
- 豸(벌레 치)

### 貝(154. 조개패)
- 貫(꿸 관)
- 買(살 매)
- 賣(팔 매)
- 賽(굿할 새)
- 贖(속 바칠 속)
- 𧶠(팔 육)
- 賊(도둑 적)
- 貝(조개 패)
- 賢(어질 현)
- 貨(재화 화)

### 赤(155. 붉을적)
- 赤(붉을 적)

### 走(156. 달릴주)
- 趙(나라 조)
- 走(달릴 주)
- 超(뛰어넘을 초)

### 足(𧾷)|足|足(𧾷)(157. 발족, 발족변)
- 距(떨어질 거)
- 踏(밟을 답)
- 足(발 족)

### 身(158. 몸신)
- 身(몸 신)
- 軈(잠시 응)

### 車(159. 수레거, 수레차)
- 轟(울릴 굉)
- 軌(바퀴 자국 궤)
- 軾(수레 앞턱 가로 댄 나무 식)
- 軋(삐걱거릴 알)
- 載(실을 재)
- 轉(구를 전)
- 軫(수레 뒤턱 나무 진)
- 車(수레 차/수레 거)

### 辛(160. 매울신)
- 辨(분별할 변)
- 辛(매울 신)

### 辰(161. 별진)
- 辰(별 진)

### 辵(辶)|辵|辵(辶)(162. 갖은책받침)
- 辶(辵의 本字)
- 達(통달할 달)
- 道(길 도)
- 途(길 도)
- 迷(미혹할 미)
- 返(돌이킬 반/돌아올 반)
- 選(가릴 선)
- 速(빠를 속)
- 逆(거스를 역)
- 迗(하늘의 뜻을 어길 와)
- 這(이 저)
- 進(나아갈 진)
- 辵(쉬엄쉬엄갈 착)
- 遷(옮길 천)
- 通(통할 통)
- 避(피할 피)
- 遤(달릴 휭)

### 邑(⻏) |邑|邑(阝)(163. 고을읍(우부방)
- ⻏(邑의 本字)
- 郞(사내 랑)
- 鄭(정나라 정)
- 邑(고을 읍)
- 郭(외성 곽)

### 酉(164. 닭유)
- 酸(실 산)
- 酉(닭 유)
- 酒(술 주)
- 醜(추할 추)
- 醉(취할 취)

### 釆(165. 분별할변)
- 釆(분별할 변)

### 里(166. 마을리)
- 里(마을 리)
- 重(소중할 중)

## 8획

### 金(167. 쇠금)
- 鎵(갈륨 가)
- 鑑(거울 감)
- 鋼(강철 강)
- 金(쇠 금, 성 김)
- 銓(사람 저울질해 뽑을 전)
- 鑿(뚫을 착, 구멍 조)
- 銃(총 총)
- 鋱(테르븀 특)

### 長(168. 길장)
- 長(길 장)

### 門(169. 문문)
- 閣(집 각)
- 間(사이 간)
- 開(열 개)
- 門(문 문)
- 閄(몸을 숨겼다가 갑자기 나와서 사람을 놀라게 하는 소리 혹, 획)

### 阜(阝)|阜|阜(阝)(170. 좌부변)
- 阝(阜의 古字)
- 降(내릴 강, 항복할 항)
- 陶(질그릇 도)
- 隆(높을 륭)
- 防(막을 방)
- 阜(언덕 부)
- 阿(언덕 아)
- 陽(볕 양)
- 隕(떨어질 운)
- 陷(빠질 함)

### 隶(171. 미칠이)
- 隶(미칠 이)

### 隹(172. 새추)
- 雄(수컷 웅)
- 隹(새 추)

### 雨(173. 비우)
- 靈(신령 령)
- 雷(우레 뢰)
- 䨻(우렛소리 병)
- 霎(가랑비 삽)
- 雪(눈 설)
- 𩅦(사람 이름 완)
- 雨(비 우)
- 雲(구름 운)

### 靑(174. 푸를청)
- 靑(푸를 청)

### 非(175. 아닐비)
- 非(아닐 비)

## 9획

### 面(176. 낯면)
- 面(낯 면)

### 革(177. 가죽혁)
- 革(가죽 혁)

### 韋(178. 가죽위)
- 韋(가죽 위)
- 韓(나라 한)

### 韭(179. 부추구)
- 韭(부추 구)

### 音(180. 소리음)
- 音(소리 음)

### 頁(181. 머리혈)
- 順 (순할 순)
- 頁(머리 혈)

### 風(182. 바람풍)
- 颱(태풍 태)
- 風(바람 풍)

### 飛(183. 날비)
- 飛(날 비)

### 食(𩙿)|食|食(𩙿)(184. 밥식)
- 餠(떡 병)
- 食(밥 식)
- 飮(마실 음)

### 首(185. 머리수)
- 首(머리 수)

### 香(186. 향기향)
- 香(향기 향)

## 10획

### 馬(187. 말마)
- 馬(말 마)

### 骨(188. 뼈골)
- 骨(뼈 골)
- 體(몸 체)

### 高(189. 높을고)
- 高(높을 고)

### 髟(190. 터럭발머리)
- 髟(늘어질 표)

### 鬥(191. 싸울투)
- 鬪(싸울 투)

### 鬯(192. 울창주창)
- 鬱(답답할 울)
- 鬯(울창주 창)

### 鬲(193. 다리굽은솥력)
- 鬲(솥 력)

### 鬼(194. 귀신귀)
- 鬼(귀신 귀)
- 魔(마귀 마)
- 魏(나라 이름 위)
- 魂(넋 혼)

## 11획
魚(195. 고기 어)

### 鳥(196. 새조)
- 鸞(난새 란)
- 䴒(할미새 령)
- 鳴(울 명)
- 鳥(새 조)
- 鶴(학 학)

### 鹵(197. 짠땅로)
- 鹵(소금 로)

### 鹿(198. 사슴록)
- 鹿(사슴 록)
- 麤(거칠 추)

### 麥(199. 보리맥)
- 麥(보리 맥)
- 麪(밀가루 면)

### 麻(200. 삼마)
- 麻(삼 마)

## 12획

### 黃(201. 누를황)
- 黃(누를 황)

### 黍(202. 기장서)
- 黎(검을 려)
- 黍(기장 서)

### 黑(203. 검을흑)
- 點(점 점)
- 黜(내칠 출)
- 黑(검을 흑)

### 黹(204. 바느질할치)
- 黹(바느질할 치)

## 13획

### 黽(205. 맹꽁이맹)
- 黽(맹꽁이 맹)

### 鼎(206. 솥정)
- 鼎(솥 정)

### 鼓(207. 북고)
- 鼓(북 고)

### 鼠(208. 쥐서)
- 鼠(쥐 서)

## 14획

### 鼻(209. 코비)
- 鼻(코 비)

### 齊(210. 가지런할제)
- 齊(가지런할 제)

## 15획

### 齒(211. 이치)
- 齾(이 빠질 알)
- 齒(이 치)

## 16획

### 龍(212. 용룡)
- 龍(용 룡)
- 龖(두 마리의 용 답)
- 龘(용이 가는 모양 답)
- 𪚥(말 많을 절, 수다스러울 절)

### 龜(213. 거북귀)
- 龜(땅 이름 구, 거북 귀, 터질 균)

## 17획

### 龠(214. 피리약)
- 龠(피리 약)

## 참고
부수를 처음 사용한 자전은 설문해자로, 소전체 글자에서 뜻을 나타내는 부수자 540글자를 정하고 이를 태극을 의미하는 一부터 십이지의 마지막인 亥까지 배열했다. 이는 현대에 널리 쓰이는 강희자전 부수가 글자를 빨리 찾기 위한 목적으로 정해진 것과는 다르다. 자휘에서는 해서를 기준으로 삼고 설문해자의 부수를 간략화해 214자로 정리했고, 이를 강희자전에서 채택해 흔히 '강희자전식 부수'라고 한다. 대만과 한국과 일본은 지금도 강희자전식 부수를 쓰지만, 중국의 신화자전은 189부, 한어대사전은 200부를 사용한다.